# Jurat ash-Sham'a
Jurat ash-Sham'a, en arabe : جورة الشمعة, est un village du gouvernorat de Bethléem en Palestine, situé à 10 km au sud de Bethléem, en Cisjordanie.
Selon le recensement du bureau central palestinien des statistiques, la localité compte une population de 1 778 habitants en 2017.